# Филатов, Валентин Иванович
 Валентин Иванович Фила́тов (1920—1979) — советский российский артист цирка, дрессировщик. Народный артист СССР (1969).

## Биография
Родился 12 августа 1920 года в Екатеринбурге в цирковой семье: его отец — Иван Лазаревич (1873—1956) был содержателем балаганов и передвижных цирков, стал основателем системы зооцирков в СССР.
В цирке работал с 6 лет: партерный акробат, эквилибрист в номерах Г. Гордеева «Икарийские игры» и «Японская лестница», был дрессировщиком в группе А. Н. Корнилова. В 1935—1941 годах — смотритель по уходу за животными, потом тренер и ассистент у А. Корнилова.
С собственным номером «Дрессированные медведи» впервые выступил в 1941 году в Куйбышеве. В 1941—1944 годах гастролировал с отцом по городам Средней Азии, демонстрируя большую смешанную группу (львы, тигры, гепарды, а также птицы разных видов). Одновременно готовил номер с четырьмя медведями.
В 1949 году создал аттракцион «Медвежий цирк», принёсший ему большую известность. Его труппа гастролировала за рубежом и снималась в кино («Арена смелых», «Мишель и Мишутка», «Не все медведи спят зимой»).
С 1956 года гастролировал в Австрии, Бельгии, ГДР, Италии, Канаде, Польше, США, Франции, Японии, Югославии.
В 1975 году выпустил тематическую программу «Цирк зверей».
Член КПСС с 1953 года.
Умер 7 августа 1979 года в Москве от инфаркта. Похоронен на Кунцевском кладбище.
12 августа 2020 года на фасаде дома на Кутузовском проспекте, где жил дрессировщик, была установлена мемориальная доска, на которой изображена запряженная в сани тройка медведей с четвертым медведем на облучке.

### Династия
- Сестра — Мария Ивановна Филатова (1904—1975), была замужем за А. Н. Корниловым, артистом цирка, дрессировщиком, народным артистом РСФСР (1969).
- Жена — Юлия Васильевна (1920—1990), была его помощницей.
  - Дочь — Людмила Валентиновна Филатова (род. 1942), артистка цирка, дрессировщица. Заслуженная артистка РСФСР (1983)[4].
  - Муж дочери — Валерий Андреевич Филатов (Дацюк) (1944—2001), артист цирка, дрессировщик. Заслуженный артист РСФСР (1983).
    - Внучка — Юлия Валерьевна Филатова (род. 23.04.1968), артистка цирка, дрессировщица, руководитель коллектива «Цирк зверей им. народного артиста СССР Валентина Филатова». Заслуженная артистка России.
    - Муж внучки — Андрей Викторович Клыков (1966—09.04.2024), артист цирка, акробат, дрессировщик, создатель номеров «Пятнистые кошки» и  «Медведи-акробаты», руководитель коллектива «Цирк зверей им. народного артиста СССР Валентина Филатова». Заслуженный артист России.
      - Правнук — Михаил Андреевич Клыков, (род. 16.02.????), артист цирка, дрессировщик, клоун.
      - Правнучка — Анастасия Андреевна Клыкова, (род. 24.12.????), артистка цирка, дрессировщица.

  - Дочь — Татьяна Валентиновна Филатова (род. 1949), артистка цирка, дрессировщица. Народная артистка России (2000).
  - Муж дочери — Александр Петрович Горин (род. 1951), артист цирка, дрессировщик. Заслуженный артист России (1994).
    - Внучка — Валентина (род. 24.07.1979), артистка балета, участница программы «Цирк зверей». Её муж — Владимир Максимов.
    - Внук — Александр Филатов-младший, (род. 16.08.????), участвует в аттракционе «Медвежий цирк» в качестве клоуна и артиста-дрессировщика.

## Награды и звания
- Заслуженный артист РСФСР (1954)[5].
- Народный артист РСФСР (1958)[6].
- Народный артист СССР (1969)
- Орден Трудового Красного Знамени (1967)[7]
- Медали
- Золотая медаль I-го Международного фестиваля циркового искусства в Варшаве (1956).

## Фильмография
- 1951 — На арене цирка (документальный)
- 1957 — Медвежий цирк (документальный)
- 1961 — Мишель и Мишутка (короткометражный) — Валентинов
- 1966 — Сегодня — новый аттракцион — дрессировщик медведя
- 1969 — Вашу лапу, медведь! (короткометражный) — друг зверей
- 1969 — Парад-алле — номер «Медвежий цирк»
- 1970 — Представление начинается! (короткометражный)
- 1975 — Соло для слона с оркестром — эпизод